# Франц, Рон
Рональд Стивен «Рон» Франц (англ. Ronald Stephen "Ron" Franz; 20 октября 1945, Канзас-Сити, Канзас — 3 октября 2022, Форт-Уолтон-Бич, Флорида) — американский профессиональный баскетболист, выступавший в Американской баскетбольной ассоциации, где провёл шесть из девяти сезонов её существования.

## Ранние годы
Рональд Франц родился 20 октября 1945 года в городе Канзас-Сити (штат Канзас), где учился в средней школе имени епископа Уорда, в которой играл за местную баскетбольную команду.